# 高蓉蓉
高蓉蓉是中国辽宁省沈阳市一所艺术学院的会计师，1999年因修炼法轮功被免职。据报道，高于2003年7月被送到龙山劳教所。
据称，高被折磨了六到七个小时，她的面部和颈部被电击棒电击。高试图逃跑，她从二楼的窗户跳下，因全身多处骨折而被送往医院。2004年10月5日，高从医院逃脱。2005年3月6日，她被警方再次逮捕。高于2005年6月16日在羁押期间死亡，时年37岁。 
2005年，國際特赦組織呼吁中国当局对她的死亡展开全面调查，包括对她遭受酷刑的指控。

## 媒体报道
2012年，伊森·葛特曼表示，中国新闻界长期以来一直对法轮功视为禁忌。“如果你在中国接触法轮功，你将无法再接触到高层领导人。”